# Elena Strupková
Elena Strupková (* 30. června 1948 Praha) je česká herečka, režisérka a psychoterapeutka.

## Život
Hereckou kariéru začala v Městském divadle v Příbrami v letech 1967–1968. Dále na DAMU, kde v roce 1974 absolvovala studium na loutkářské katedře. Poté opět působila v příbramském divadle v letech 1974–1981 a dále v Divadle Jaroslava Průchy v Kladně v letech 1981–1991. Po politickém převratu v roce 1989 přijala nabídku od obnoveného Divadla Za branou. V 90. letech 20. století založila uskupení Divadelní společnost Petrklíč, která se specializuje na uvádění her s důrazem na humanismus a křesťanství. Dále se stala ředitelkou pražského divadla Miriam, kde zároveň i hraje. Příležitostně se věnuje i režii. Se svou partnerkou lékařkou Dagmar Křížkovou je spoluzakladatelkou ekumenického křesťanského spolku Logos Česká republika. Kromě herectví se věnuje i malířství a již v roce 1980 se účastnila výstavy Herci malují. Jejím bývalým manželem je tanečník a herec Vlastimil Harapes.

## Role
Objevila se ve filmech:
- 1969 Pan Tau, televizní seriál
- 1973 Dny zrady
- 1977 Zítra vstanu a opařím se čajem v roli květinářky
- 1978 Poplach v oblacích v roli letušky
- 1980 Brontosaurus, film pro děti a mládež
- 1980 Jak napálit advokáta ve vedlejší roli sekretářky po boku Miloše Kopeckého
- 1987 Náhodou je príma, film pro děti a mládež

a dalších